# Satellite Award
Satellite Award je každoročně předávaná cena v oblasti televize a filmu organizací International Press Academy. Původní název byl Golden Satellite Awards. První ceremoniál se konal v roce 1997.

## Kategorie

### Film
- Nejlepší film (drama, muzikál a komedie)
- Nejlepší herečka (drama, muzikál a komedie)
- Nejlepší herec (drama, muzikál a komedie)
- Nejlepší herec ve vedlejší roli (drama, muzikál a komedie)
- Nejlepší herečka ve vedlejší roli (drama, muzikál a komedie)
- Nejlepší animovaný film
- Nejlepší umělecký režisér
- Nejlepší obsazení (2004-současnost)
- Nejlepší kinematografie
- Nejlepší kostýmní návrh
- Nejlepší režisér
- Nejlepší dokument
- Nejlepší střih
- Nejlepší cizojazyčný film
- Nejlepší hudba
- Nejlepší původní písnička
- Nejlepší původní scénář
- Nejlepší adaptovaný scénář
- Nejlepší zvuk (1999-současnost)
- Nejlepší vizuální efekty

### Televize
- Nejlepší seriál (drama, muzikál nebo komedie)
- Nejlepší mini-seriál
- Nejlepší TV film
- Nejlepší herec (drama, muzikál nebo komedie, mini-seriál nebo TV film)
- Nejlepší herečka (drama, muzikál nebo komedie, mini-seriál nebo TV film)
- Nejlepší obsazení (2005-současnost)
- Nejlepší herec ve vedlejší roli
- Nejlepší herečka ve vedlejší roli